# Unitat perifèrica de Kavala
L'actual unitat perifèrica de Kavala i antiga prefectura de Kavala —Nομός Καβάλας (grec)— és una unitat perifèrica grega que es troba a la perifèria de Macedònia Oriental i Tràcia. Fins a l'1 de gener formava la prefectura de Kavala, que segons el programa Cal·lícrates va quedar dividida en dues unitats perifèriques: la unitat perifèrica de Tassos i la de Kavala.

## Municipis
| Municipi       | Codi YPES | Capital     | Codi postal | Prefix telefònic |
| -------------- | --------- | ----------- | ----------- | ---------------- |
| Chrysoupoli    | 2311      |             | 642 00      | 25920-2          |
| Eleftheres     | 2301      | Nea Peramos | 640 07      | 25940-2          |
| Eleftheroupoli | 2302      |             | 641 00      | 25940-2          |
| Filippoi       | 2310      | Krinides    | 640 03      | 2510-51          |
| Kavala         | 2304      |             | 650 - 655   | 2510             |
| Keramoti       | 2305      |             | 640 11      | 25910-5          |
| Oreino         | 2306      | Lekani      | 640 09      | 25910-5          |
| Orfani         | 2307      | Galipsos    | 640 08      | 25920-4          |
| Pangaio        | 2308      | Nikisiani   | 640 01      | 25920-6          |
| Piereon        | 2309      | Moustheni   | 640 08      | 25920-9          |
| Tassos         | 2303      |             | 640 04      | 25930-2          |